# Championnat d'Indonésie de football 2004
Navigation
Saison précédente Saison suivante
La saison 2004 du Championnat d'Indonésie de football est la dixième édition du championnat de première division en Indonésie. La compétition regroupe dix-huit équipes, regroupées au sein d'une seule poule où elles s'affrontent deux fois au cours de la saison, à domicile et à l'extérieur. En fin de saison, les trois derniers sont relégués et remplacés par les trois meilleurs clubs de deuxième division. Cette décision est par la suite annulée par la fédération indonésienne qui étend le championnat à 28 équipes.
C'est l'un des clubs promus de D2, Persebaya Surabaya qui remporte le championnat cette saison après avoir terminé en tête du classement final, à égalité de points mais une meilleure différence de buts que le PSM Makassar et avec un seul point d'avance sur Persija Jakarta.  C'est le tout premier titre de champion d'Indonésie de l'histoire du club. Il se qualifie, en compagnie de son dauphin, pour la Ligue des champions de l'AFC 2005.

## Les clubs participants
| - Persik Kediri - PSM Makassar - Persita Tangerang - PSS Sleman - Persipura Jayapura - Persikota Tangerang - Persija Jakarta - Semen Padang - PSPS Pekanbaru | - Pupuk Kaltim - Persijatim Jakarta - Deltra Putra Sidoarjo - Pelita Krakatau Steel - PSIS Semarang - Persib Bandung - Persebaya Surabaya - Promu de D2 - Persela Lamongan - Promu de D2 - PSMS Medan - Promu de D2 |

## Compétition
Le barème utilisé pour établir l'ensemble des classements est le suivant :
- Victoire : 3 points
- Match nul : 1 point
- Défaite : 0 point

### Classement
| Rang | Équipe                        | Pts | J  | G  | N  | P  | Bp | Bc | Diff |
| ---- | ----------------------------- | --- | -- | -- | -- | -- | -- | -- | ---- |
| 1    | Persebaya SurabayaP           | 61  | 34 | 17 | 10 | 7  | 55 | 26 | +29  |
| 2    | PSM Makassar                  | 61  | 34 | 17 | 10 | 7  | 46 | 28 | +18  |
| 3    | Persija Jakarta               | 60  | 34 | 18 | 6  | 10 | 49 | 30 | +19  |
| 4    | PSS Sleman                    | 53  | 34 | 14 | 11 | 9  | 39 | 37 | +2   |
| 5    | Persikota Tangerang           | 50  | 34 | 14 | 8  | 12 | 48 | 41 | +7   |
| 6    | Persib Bandung                | 49  | 34 | 12 | 13 | 9  | 38 | 37 | +1   |
| 7    | PSMS MedanP                   | 47  | 34 | 14 | 5  | 15 | 34 | 37 | -3   |
| 8    | Persita Tangerang             | 46  | 34 | 13 | 7  | 14 | 45 | 40 | +5   |
| 9    | Persik KediriT                | 46  | 34 | 14 | 4  | 16 | 41 | 39 | +2   |
| 10   | PSIS Semarang                 | 46  | 34 | 12 | 10 | 12 | 35 | 34 | +1   |
| 11   | Pupuk Kaltim                  | 45  | 34 | 12 | 9  | 13 | 40 | 42 | -2   |
| 12   | Persela LamonganP             | 44  | 34 | 13 | 5  | 16 | 39 | 53 | -14  |
| 13   | Persipura Jayapura            | 43  | 34 | 11 | 10 | 13 | 39 | 43 | -4   |
| 14   | Persijatim Jakarta            | 42  | 34 | 11 | 9  | 14 | 35 | 43 | -8   |
| 15   | Semen Padang                  | 41  | 34 | 11 | 8  | 15 | 32 | 48 | -16  |
| 16   | PSPS Pekanbaru                | 40  | 34 | 10 | 10 | 14 | 35 | 41 | -6   |
| 17   | Pelita Krakatau Steel Cilegon | 39  | 34 | 10 | 9  | 15 | 32 | 36 | -4   |
| 18   | Deltra Putra Sidoarjo         | 31  | 34 | 9  | 4  | 21 | 31 | 58 | -27  |

|  | Qualification pour la Ligue des champions de l'AFC 2005 |
|  | T : Tenant du titre P : Promu de D2                     |

## Bilan de la saison
| Championnat d'Indonésie de football 2004 |                                |
| Champion                                 | Persebaya Surabaya (1er titre) |
| Coupes et trophées                       |                                |
| Vainqueur de la Coupe d'Indonésie 2004   | Non disputée                   |
| Qualifications continentales             |                                |
| Ligue des champions de l'AFC 2005        | Persebaya Surabaya             |
| Ligue des champions de l'AFC 2005        | PSM Makassar                   |
| Promotions et relégations                |                                |
| Promus en Premier Division               | 10 clubs                       |
| Relégués en Second Division              | Aucun                          |